# Tomislav Ivančić
Tomislav Ivančić (Davor, 30. studenoga 1938. – Zagreb, 17. veljače 2017.) bio je hrvatski katolički svećenik, teolog, filozof, evangelizator i duhovni pisac. Utemeljitelj je antropološke medicine i hagioterapije.

## Životopis

### Djetinjstvo i školovanje
Rođen je 1938. u obitelji Đure i Marije rođ. Gelemanović, u mjestu Davor u blizini Nove Gradiške. U Zagrebu je završio nadbiskupsku klasičnu gimnaziju. Teologiju i filozofiju studirao je od 1960. na Katoličkom bogoslovnom fakultetu u Zagrebu te od 1963. na Papinskom sveučilištu Gregoriana u Rimu. Godine 1964. postigao je magisterij iz filozofije s temom Teorija spoznaje u hrvatskih i sovjetskih marksista, a 1967. iz teologije s temom Misli Leona Velikog o primatu i episkopatu prema dokumentima koji se tiču pitanja Istoka. Za svećenika je zaređen 10. listopada 1966. u Rimu. Doktorirao je iz teologije 1971. u Rimu radnjom »Bezreligijsko kršćanstvo« u Dietricha Bonhoeffera (»Religionsloses Christentum« bei Dietrich Bonhoeffer).

### Teološko i pastoralno djelovanje
Ivančić od 1971. godine predaje na katedri fundamentalne teologije Katoličkog bogoslovnog fakulteta u Zagrebu. Bavi se pitanjima objave, ekleziologije, podrijetla kršćanstva, teološke epistemologije, odnosa ateizma, religija i kršćanstva te novih religioznih pokreta, duhovne patologije i terapije te evangelizacije i etičko-moralne preobrazbe društva. Predavao je i na Institutu za crkvenu glazbu, Institutu za teološku kulturu, Filozofskom fakultetu Družbe Isusove, te Fakultetu elektrotehnike i računarstva u Zagrebu. Kanonikom zagrebačkoga Kaptola postao je 1983., a čazmanskim arhiđakonom 1984. godine. Pastoralno je djelovao u crkvi sv. Vinka i zagrebačkoj katedrali. Obnašao je dužnost dekana KBF-a, a 2001. godine bio je izabran i za rektora Zagrebačkog sveučilišta, ali je zbog bolesti odustao od funkcije. Bio je član Međunarodne teološke komisije 2004. godine po izboru pape Ivana Pavla II. Komisijom je tada predsjedao Joseph Ratzinger.

### Antropološka medicina i hagioterapija
Ivančić je naglašavao koliko je bitno da Duh Sveti govori iz čovjeka. Ni najbolja bogoslovska objašnjenja nisu skretala pozornost studenata, ni najbolji elaborati, pa se odlučio čvrsto moliti i onda mu se TO dogodilo, da je svaka riječ koju je izgovorio nalazila na pomno slušanje i čvrsti prijam.
Na temelju vlastitih iskustava stečenih u organiziranju pedagoških, teoloških i evangelizacijskih tečajeva i skupova u zemlji i inozemstvu još od ranih sedamdesetih godina te potaknut radovima teologa Eugena Bisera, Karla Rahnera, Hansa Ursa von Balthasara i Bernharda Häringa na području terapijske teologije, 1991. godine osniva Centar za duhovnu pomoć, u radu kojega primjenjuje metodu hagioterapije, terapijske metode duhovne medicine. Godine 1993. osniva Zajednicu "Molitva i Riječ" (MIR). Sudjelovao je u brojnim radijskim emisijama pod nazivom Pet minuta za tebe. Održao je velik broj seminara duhovne obnove u Hrvatskoj i inozemstvu.
Ivančićeva hagioterapija, izvorni hrvatski model istraživanja i terapijskog djelovanja na području čovjekove duhovne dimenzije proširena je po Hrvatskoj, ali i u Austriji, Sloveniji, Njemačkoj, Belgiji, Švicarskoj i Italiji.

## Djela

### Diskografija
1960-ih u Italiji snimio je tri nosača zvuka s pjesmama na hrvatskom jeziku. Zbog rijetkosti izdanja i ondašnje prakse mnogih izdavača da nisu navodili godinu, točna godina objave tih gramofonskih ploča još nije datirana.

## Nagrade i priznanja
- 1997.: odlikovan Redom Danice hrvatske s likom Ruđera Boškovića za znanstveni rad
- 2004.: imenovan članom Međunarodne teološke komisije[60]
- 2010.: imenovan papinskim kapelanom s titulom monsinjor
- 2010.: u čast professoru emeritusu Tomislavu Ivančiću 2010. godine izdan je zbornik radova Teologijom svjedočiti i naviještati.[61]

## Spomen
Kao potpora znanstvenom proučavanju antropološke dimenzije čovjeka i antropološko-medicinskoj hagioterapijskoj praksi temeljnog ozdravljanja čovjeka i moralno-etičke preobrazbe pojedinca i društva 3. svibnja 2010. godine osnovana je Zaklada "Hagioterapija - dr. Tomislav Ivančić". Godine 2020. naziv je promijenjen u Zaklada Tomislav Ivančić.

## Vanjske poveznice
Mrežna mjesta
- Časopis i portal Hagiohr
- Zajednica Molitva i Riječ  Arhivirana inačica izvorne stranice od 12. rujna 2014. (Wayback Machine)
- Centar za duhovnu pomoć Zagreb
- Centar za hagioterapiju Split
- Youtube kanal: Tomislav Ivančić - Hagioterapija
- Tomislav Ivančić, Započinje era antropološke medicine, www.cdp.hr